# Нахімов Яким Миколайович
Нахімов Яким Миколайович (* 19 вересня 1782 — † 30 липня 1814) — український російськомовний поет-сатирик.
Яким (Акім) Нахімов народився у селі Шийчине Богодухівського повіту, що на Харківщини, в сім'ї поміщика, освіту здобув у Харківському університеті на факультеті словесності (філології), потім працював викладачем.
За версією Вадима Модзалевського, прямим предком слобожанських дворян Нахімових був Андрій Нахименко, який жив у Полтаві в 2-й пол. XVII ст. Вперше його ім'я зустрічається в Полтавських актових книгах («Актовыя книги Полтавскаго городового уряда XVII вѣка») в записі, датованому січнем 1666 року, а також 13 вересня 1670 року («Року 1670 мсця сепътеврія 13 дня»), де він згадується в справі його матері «пнѣ (пані) Нахимовой Старой» («самую Нахимиху, яко и сына еи Анъдрея»; «Указатель. Имена личныя. Нахименко, Андрей, 195.»). Приблизно в кінці 1670 році Андрій переселився в Охтирку. Хоча сам переїзд Нахименка не зафіксований у джерелах того часу, в зверненні до царя в кінці березня 1671 року він називає себе вже охтирським міщанином. З цього часу його ім'я в Полтавських актових книгах більше не зустрічається. В списках першої сотні Охтирського слобідського козацького полку 1732 року позначений син підпоручика Охтирського полку Тимофія Нахімова сорокарічний Мануйло Нахімов — дід поета Якима Нахімова і прадід адмірала Павла Нахімова. Мануйло Тимофійович Нахімов очолював Охтирську митницю і потім отримав звання сотника та дворянство. Батько поета, Микола Мануйлович Нахімов, значиться в списку понадкомплектної козацької старшини Охтирського полку, датованого жовтнем 1762 року. У 1767 році Микола Нахімов разом з братом Семеном Нахімовим значилися в списку дворян Охтирської провінції як власники кріпаків: комісар Микола Нахімов мав 30 душ, а його брат «сотник і директор» Семен Нахімов — 25 душ. У 1785 році в спільному володінні братів перебувало село Попівка, Богодухівського повіту (недалеко від нинішнього села Мерло (Богодухівська міська громада)), де проживало 20 душ. Незабаром до Миколи Нахімова перейшли всі володіння родичів на Богодухівщині. На початку XIX століття у нього було вже більше 3500 десятин землі. У селі Шийчине Богодухівського повіту, що на Харківщині, куди Миколи Нахімов переїхав з Попівки, населення за два десятиліття зросло майже в 13 разів і було вже понад 150 осіб. Тут був побудований дерев'яний панський будинок, гуральня, водяний млин і просорушки. На прибутки від маєтку Микола Мануйлович купує старовинні меблі, картини, збирає величезну бібліотеку. Після його смерті землі були поділені між синами — Якимом, Миколою та Іваном.
Писати поезії Яким Нахімов почав ще в студентські роки, коли вчився на факультеті словесності в Харківському університеті. Його твори публікувалися у харківських журналах «Харьковский Демокрит» та «Украинский Вестник», але, на жаль, вже після смерті автора. Найбільш відомі сатиричні твори Нахімова — невеликі за об'ємом вірші, байки, епіграми та епітафії. Основними об'єктами сатири Нахімова були зазвичай корумповані чиновники, у тому числі — від освіти, міщанська сірість та обмеженість, уклінне ставлення до столичної моди (особливо на все «французьке») тощо.
У грудні 1812 року під час французько-російської війни його двоюрідний брат Степан Михайлович Нахімов перевозить дружину з сином Павлом (майбутнім адміралом Нахімовим) у маєток Якима Миколайовича в село Шийчине, де вони перебувають до весни 1813 року.
Помер Акім Нахімов у 32 роки, не видавши за життя жодної книги. Вперше його поезії були надруковані в 1815 році зусиллями його давнього приятеля Василя Масловича, і протягом XIX сторіччя перевидавалися шість разів.

## Зразок творчості
(епіграма на приїзд чиновників-освітян після відкриття Харківського університету)
Чтобъ мрачную страну наукой озарить,

Ученыхъ множество въ Украину валитъ.

Сїяютъ здѣсь они, какъ въ темнотѣ зарницы,

Но что блѣститъ у нихъ? Мундирныя петлицы!